# María Jesús Grados Ventura
María Jesús Grados Ventura, más conocida como María Jesús y su acordeón (Cáceres, 29 de mayo de 1956), es una cantante e intérprete musical española. Comenzó su andadura a los 8 años, tocando su acordeón por la playa de la Malvarrosa (Valencia).

## Biografía
Maria Jesús es la mayor de seis hermanos. Su familia se trasladó durante su infancia a Madrid y posteriormente a Valencia, donde vivió en la calle Padre Velasco, en las casitas rosas del barrio de La Malvarrosa. Desde los 8 años, tocaba el acordeón en playas, bares y restaurantes, como El Polit de La Avenida de los Naranjos en Valencia y Benidorm, gracias a lo cual pudo costearse sus estudios de música.
Fue concejala del municipio de La Nucía, localidad próxima a Benidorm.
Es accionista de una empresa alemana dedicada a la fabricación de casas que se autoabastecen de energía eléctrica, y a la agricultura ecológica.

## Carrera musical
Comenzó su andadura musical con el nombre de "La niña de la Malvarrosa", por la playa valenciana en la que comenzó a tocar el acordeón para conseguir algún dinero. 
Ganó un concurso de radio e intervino en varios programas de televisión (Salto a la fama, Estudio Abierto), grabando más de 20 discos hasta conseguir su definitivo salto a la fama gracias a sus apariciones en televisión.
Su principal éxito fue la canción Los pajaritos o El baile de los pajaritos, estrenada en 1981, que se convirtió en un éxito de público y de ventas, en España y en algunos países latinoamericanos. Este tema, originalmente titulado Chicken Dance, fue compuesto por Werner Thomas y fue difundido, además de en España, en países como Finlandia, por Frederik y bajo el nombre "Tralalala", Italia, por Al Bano & Romina Power y bajo el nombre de "Il ballo del qua qua", o Francia, por René Simard & Nathalie Simard, bajo el título "La Danse des canards", a modo de franquicia. Participó en muchos conciertos y programas de televisión y grabó una película con el mismo título que el disco: Los pajaritos (1982), dirigida por  Javier Aguirre. También como dato anexo, el programa infantil chileno Cachureos incorporó esta canción a su repertorio a mediados de los 90.
Posteriormente perdió popularidad, volviendo de nuevo a la interpretación en directo como al principio de su carrera en restaurantes,como el famoso café Arenas de Benidorm.
En total ha grabado más de 50 discos, recibiendo el primer Cassette de Oro por el disco "El show de María Jesús" y un disco de platino por "Los pajaritos" Sus canciones han aparecido como banda sonora en algunas películas y series de TV.